# غراهام هود
غراهام هود هو عداء المسافات المتوسطة كندي، ولد في 2 أبريل 1972 في وينيبيغ في كندا.

## وصلات خارجية
- غراهام هود على موقع الاتحاد الدولي لألعاب القوى (الإنجليزية)
- غراهام هود على موقع أوليمبيديا (الإنجليزية)
- غراهام هود على موقع اتحاد ألعاب الكومنولث (مؤرشف) (الإنجليزية)